# Bernhard Wilhelm Harperath
Bernhard Wilhelm Harperath (* 10. März 1802 in Köln; † 21. Juni 1864 ebenda) war ein deutscher Architekt und kommunaler Baubeamter.

## Leben
Harperaths Eltern waren der Kaufmann Paul Harperath und Barbara Harperath geb. Flohr. Über seinen Ausbildungsweg ist nichts bekannt. Harperath war bis 1844 als kommunaler Baumeister in Siegburg tätig. Nach dem Rücktritt des Architekten Johann Peter Weyer vom Amt des Kölner Stadtbaumeisters wurde er im gleichen Jahr dessen Nachfolger. Zwischen 1849 und 1852 gehörte Harperath dem Vorstand des Kölner Dombauvereins an.
Besondere Beachtung finden Harperaths Arbeiten an drei neuen Toren des Kölner Rheinufers, die er zusammen mit dem städtischen Hafenbaumeister Brunner zwischen 1851 und 1853 ausführte. Genannt werden ein Torbau am Filzengraben, ein weiterer an der Bischofsgartengasse und das Trankgassentor. In diese Zeit fiel auch die Verbindung der kleinen, der Südstadt vorgelagerten Insel Werthchen mit dem festen Ufer, sowie der Bau des Malakoffturmes. Hierbei kam es zu einer Arbeitsteilung der Militär- und der Zivilbehörde, sodass der Festungsingenieur Carl Schnitzler für die Entwürfe verantwortlich zeichnete und Harperath die Bauleitung ausübte.
1854 wurde Harperath der Architekt Julius Carl Raschdorff als 2. Stadtbaumeister zur Seite gestellt, der nach Harperaths Tod 1864 sein Nachfolger wurde.
Harperath war verheiratet mit Helene Ness (1804–1884). Sie hatten einen gemeinsamen Sohn, den späteren Fabrikanten Bernhard Harperath (1843–1904), und die Tochter Josephina Paulina Adelgunda (* 1846). 
Die Grabstätte der Eheleute befindet sich auf dem Kölner Melaten-Friedhof.